# Distrikt Coronel Gregorio Albarracín Lanchipa
Der Distrikt Coronel Gregorio Albarracín Lanchipa liegt in der Provinz Tacna in der Region Tacna im äußersten Südwesten von Peru. Der Distrikt hat eine Fläche von 175,6 km². Beim Zensus 2017 wurden 110.417 Einwohner gezählt. Im Jahr 2007 lag die Einwohnerzahl bei 68.989. Verwaltungssitz des Distrikts ist der am südöstlichen Stadtrand von Tacna gelegene Vorort Alfonso Ugarte.

## Geographie
Das Distriktgebiet erstreckt sich über die Küstenwüste südlich von Tacna. Der Flusslauf der Quebrada de la Garita bildet die südliche Distriktgrenze. Die Nationalstraße 1S (Panamericana) verläuft entlang der südwestlichen Distriktgrenze. Der Distrikt Coronel Gregorio Albarracín Lanchipa grenzt im Nordosten an den Distrikt Pocollay, ansonsten wird er von dem Distrikt Tacna umschlossen.

## Geschichte
Der Distrikt Coronel Gregorio Albarracín Lanchipa wurde am 2. Februar 2001 gegründet. Das Gebiet wurde aus dem bestehenden Distrikt Tacna herausgelöst. Namensgeber des Distrikts ist Gregorio Albarracín Lanchipa (1817–1882), ein peruanischer Oberst, der im Peruanisch-Bolivianischen Krieg fiel.